# Нунес да Силва, Адалберто
Адалберто Нунес да Силва (порт. Adalberto Nunes da Silva; 2 сентября 1978, Сан-Паулу, Бразилия), более известный как Бетао (порт. Betão) — бразильский игрок в мини-футбол. Нападающий казахстанского клуба МФК «Кайрат» и сборной Бразилии по мини-футболу.

## Биография
Бетао начинал свою карьеру в бразильских клубах. В составе «Дженерал Моторс» он стал обладателем кубка Бразилии, а играя за «Карлус-Барбозу», выиграл бразильский чемпионат и Межконтинентальный кубок. В 2004 году бразилец перебрался в испанский чемпионат, где начал выступления за «Аутос Лобелье». С этим клубом бразилец стал обладателем кубка Испании и Кубка обладателей кубков. Став в сезоне 2007-08 лучшим бомбардиром чемпионата, Бетао перешёл в «Интер Мовистар», с которым вскоре выиграл Кубок УЕФА по мини-футболу. 16 января 2013 года стал игроком казахстанского клуба «Кайрат».
В составе сборной Бразилии по мини-футболу Бетао стал чемпионом мира 2008.

## Достижения
- Чемпион мира по мини-футболу 2008
- Кубок УЕФА по мини-футболу 2008-09
- Обладатель Межконтинентального кубка 2004
- Чемпионат Бразилии по мини-футболу 2004
- Кубок Бразилии по мини-футболу 1998
- Кубок Испании по мини-футболу (2): 2005-06, 2008-09
- Суперкубок Испании по мини-футболу 2008-09
- Кубок обладателей кубков по мини-футболу 2007